# Paris Rive Gauche
Ne doit pas être confondu avec Rive gauche (Paris).
Pour les articles homonymes, voir PRG.
La ZAC Paris Seine Rive Gauche devenue ZAC Paris Rive Gauche, ou quartier de la Bibliothèque François-Mitterrand, est une opération d'aménagement de Paris qui occupe la partie du 13e arrondissement située entre les voies ferrées de la gare de Paris-Austerlitz et la Seine, jusqu'au boulevard périphérique. La partie nord est située dans le quartier de la Salpêtrière, et la partie sud dans le quartier de la Gare.  
Le quartier est desservi par la station de métro « Quai de la Gare » (ligne 6) dans le secteur Tolbiac, par la gare de la Bibliothèque François-Mitterrand (ligne C du RER), la station de métro « Bibliothèque François-Mitterrand » (ligne 14) et la station de tramway « Avenue de France » (ligne T3a) dans le secteur Masséna. 

## Présentation
Entamée avec l'édification de la Bibliothèque nationale de France dans les années 1990, cette opération d'urbanisme, la plus importante à Paris depuis Italie 13 et le Front-de-Seine, s'est poursuivie avec la construction d'immeubles d'habitation et de bureaux. L'axe principal de Paris Rive Gauche est la nouvelle avenue de France et l’avenue Pierre-Mendès-France qui longent ou surplombent les voies ferrées. Ce secteur neuf de la capitale, qui doit recouvrir les voies ferrées, est surélevé par rapport à la Seine d'un côté et aux parties anciennes environnantes des quartiers où il est implanté (par exemple, la rue du Chevaleret) de l'autre.
L'aménageur de l'ensemble du site est la SEMAPA (Société d'étude, de maitrise d'ouvrage et d’aménagement parisienne). Le projet a fait appel à de nombreux architectes et paysagistes français et étrangers tels que Christian de Portzamparc, Norman Foster (bureaux à l'angle de la rue de Tolbiac et de l'avenue de France), Ricardo Bofill, Jean-Michel Wilmotte, Roland Schweitzer (autour de la Bibliothèque), Philippe Ameller et Jacques Dubois, Marc Rolinet, Gaëlle Hamonic et Jean-Christophe Masson, Arte Charpentier Architectes ou encore Rudy Ricciotti.
La ZAC Paris Rive Gauche comporte huit secteurs opérationnels pour chacun desquels les prescriptions urbaines et architecturales sont établies par une équipe dirigée par un architecte coordonnateur :

Secteurs de Paris Rive Gauche.

### Le secteur Austerlitz
- Secteur Austerlitz Nord : Christian Devillers
- Secteur Austerlitz Sud : Reichen et Robert
- Secteur Austerlitz Gare : AREP - Jean-Marie Duthilleul - AJN (Jean Nouvel)

### Le secteur Tolbiac
- Secteur Tolbiac - Grande Bibliothèque : Roland Schweitzer
- Secteur Tolbiac - Chevaleret : Pierre Gangnet

### Le secteur Masséna
- Secteur Masséna Nord : Christian de Portzamparc
- Secteur Masséna - Chevaleret : Bruno Fortier

### Le secteur Bruneseau
- Secteur Bruneseau : Atelier Lion

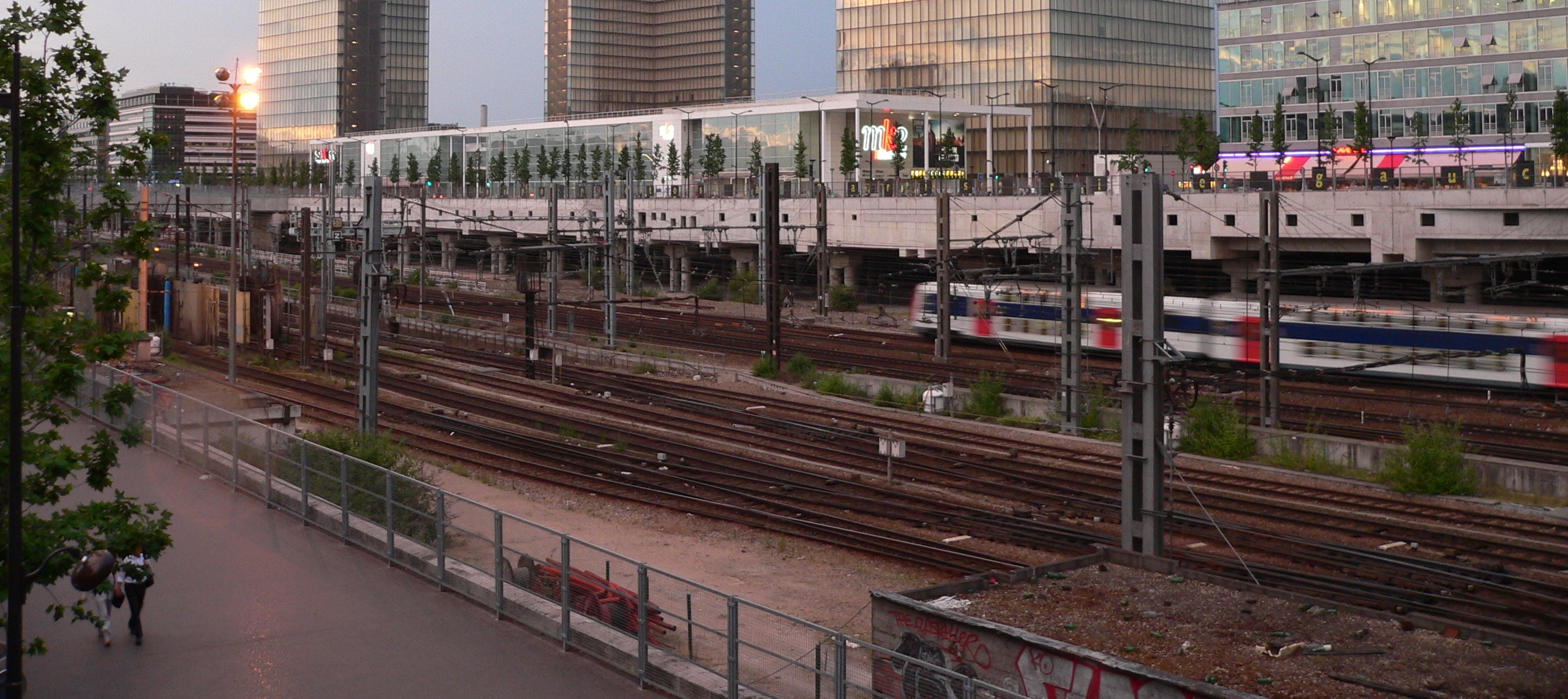
Les voies de la Gare de Paris-Austerlitz au sud de la BNF.

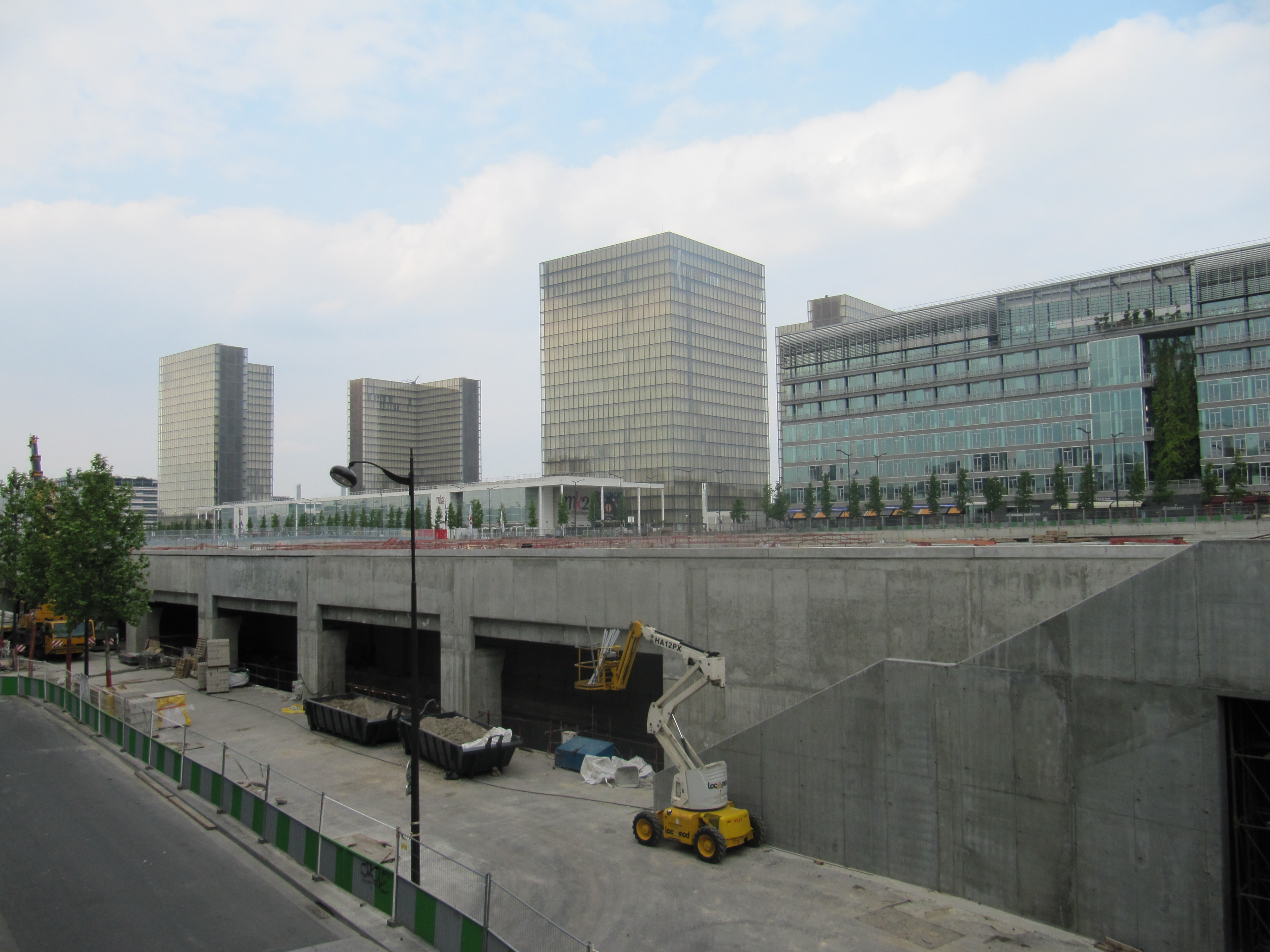
Évolution des voies de la Gare de Paris-Austerlitz recouvertes en mai 2010.

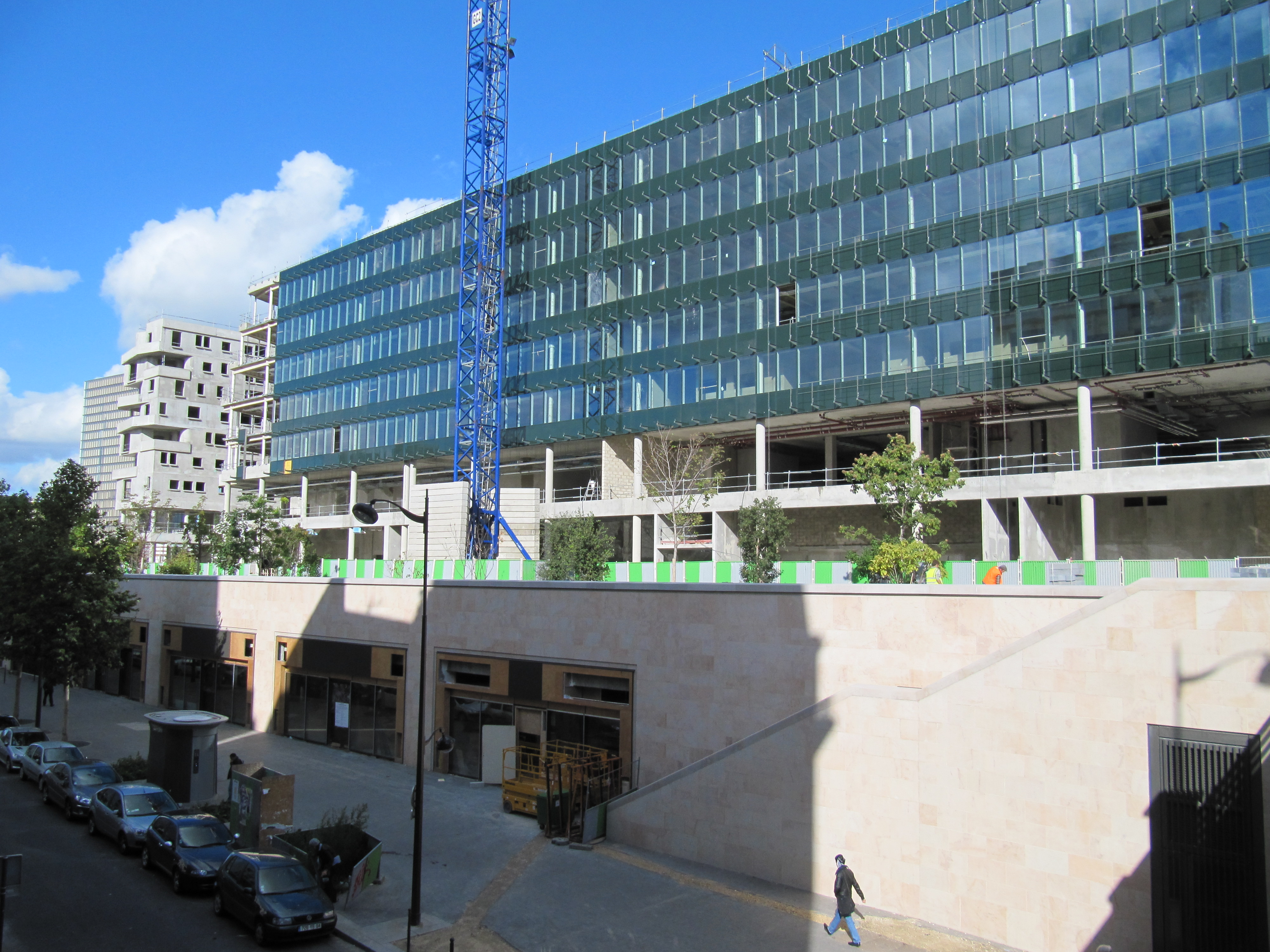
Évolution des voies de la Gare de Paris-Austerlitz en septembre 2012.

Un neuvième secteur serait l'axe de l'avenue de France, traitée de manière homogène sur ses 2,5 km de longueur par Jean-Michel Wilmotte. L’opération d'urbanisme est de type ZAC (zone d'aménagement concerté). Son champ d'action est divisé en cinq secteurs :
- le secteur Austerlitz (architecte coordonnateur : Christian Devillers), de la gare au boulevard Vincent-Auriol (métro aérien) : voies ferrées, avenue Pierre-Mendès-France (qui se prolonge, au sud, par l’avenue de France) bordée par des immeubles de bureaux (Caisse des dépôts et consignations, le groupe BPCE, etc.). Ce secteur est en grande partie achevé. Certains immeubles d'habitation anciens ont été conservés.
- la rue du Chevaleret (architectes coordonnateurs : Bruno Fortier et Jean-Thierry Bloch) : elle est élargie et bordée de jardins qui facilitent la transition avec la partie moderne surélevée.
- l’avenue de France (conception d’ensemble : Paul Andreu, aménagement : Jean-Michel Wilmotte et Patrick Céleste) : cet axe entièrement nouveau longe les voies ferrées en les surplombant, depuis la gare de Paris-Austerlitz (où il porte le nom d’avenue Pierre-Mendès-France) jusqu'au boulevard Masséna (et la Ligne de Petite Ceinture) en passant par la gare de la Bibliothèque François Mitterrand. La partie sud de cet axe, ainsi qu'une travée la chaussée ouest au sud de la Halle Freyssinet, ne sont pas encore terminées.
- le secteur Tolbiac (architecte coordonnateur : Roland Schweitzer), du boulevard Vincent-Auriol à la rue de Tolbiac : l’édifice-phare de ce secteur est la Bibliothèque nationale de France, entourée par des logements, des bureaux et des équipements de loisir (cinémas, restaurants). Ce secteur est en grande partie terminé, sauf pour ce qui est de la couverture des voies ferrées, en cours de réalisation.
- le secteur Masséna (architectes coordonnateurs : Christian de Portzamparc pour la partie nord, Yves Lion pour la partie sud en cours d'étude), de la rue de Tolbiac au boulevard périphérique : le campus des Grands Moulins de l'Université de Paris.

## Histoire
Au début des années 1990, cette zone était occupée par des terrains industriels dont certains étaient désaffectés, entre autres Les Frigos, anciens entrepôts frigorifiques de la SNCF reconvertis en ateliers d'artistes, des installations ferroviaires, dont la Gare de Paris-Tolbiac spécialisée dans le service auto-train en direction du Sud-Ouest de la France jusqu'en 2001, ainsi que par quelques immeubles d'habitation.
Le Conseil de Paris a approuvé en 1991 le plan d'aménagement de zone de la ZAC « Seine Rive Gauche » (renommée officiellement « Paris Rive Gauche » en 1996), qui est le dernier grand projet urbain initié par Jacques Chirac, comme maire de Paris.
Les premiers logements sont livrés en 1996. La même année, la Bibliothèque nationale de France et le pont Charles-de-Gaulle entrent en service. Les premiers commerces ouvrent en 1997. Puis c'est l'arrivée de la ligne 14 de métro et des premières entreprises (1998), le démarrage des travaux dans la partie sud (2000), le premier tronçon de l'avenue de France est construit (2001), le collège Thomas-Mann (2002), la Cité de l'Image et du Son MK2 (Jean-Michel Wilmotte et Frédéric Namur, 2003). Dans les années qui suivent, de nombreux immeubles de bureaux entrent en fonction.
En juillet 2006, la passerelle piétonne Simone-de-Beauvoir, dessinée par Dietmar Feichtinger, relie l'esplanade de la Bibliothèque nationale de France au jardin de Bercy, de l'autre côté de la Seine. En même temps, un établissement balnéaire flottant, la piscine Joséphine-Baker, voit le jour sur la Seine, au pied de la Bibliothèque nationale de France.

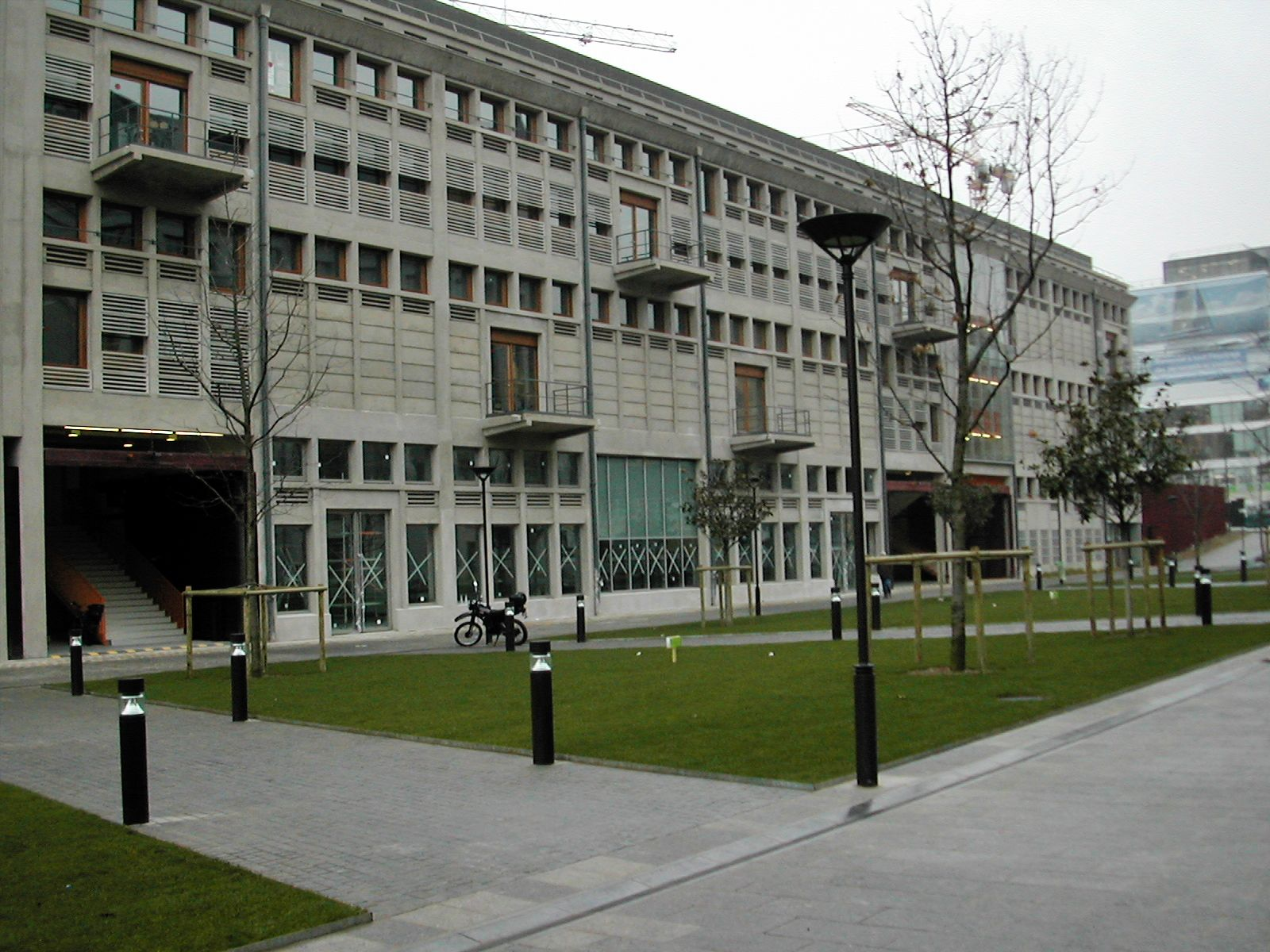
La halle aux farines en janvier 2007.

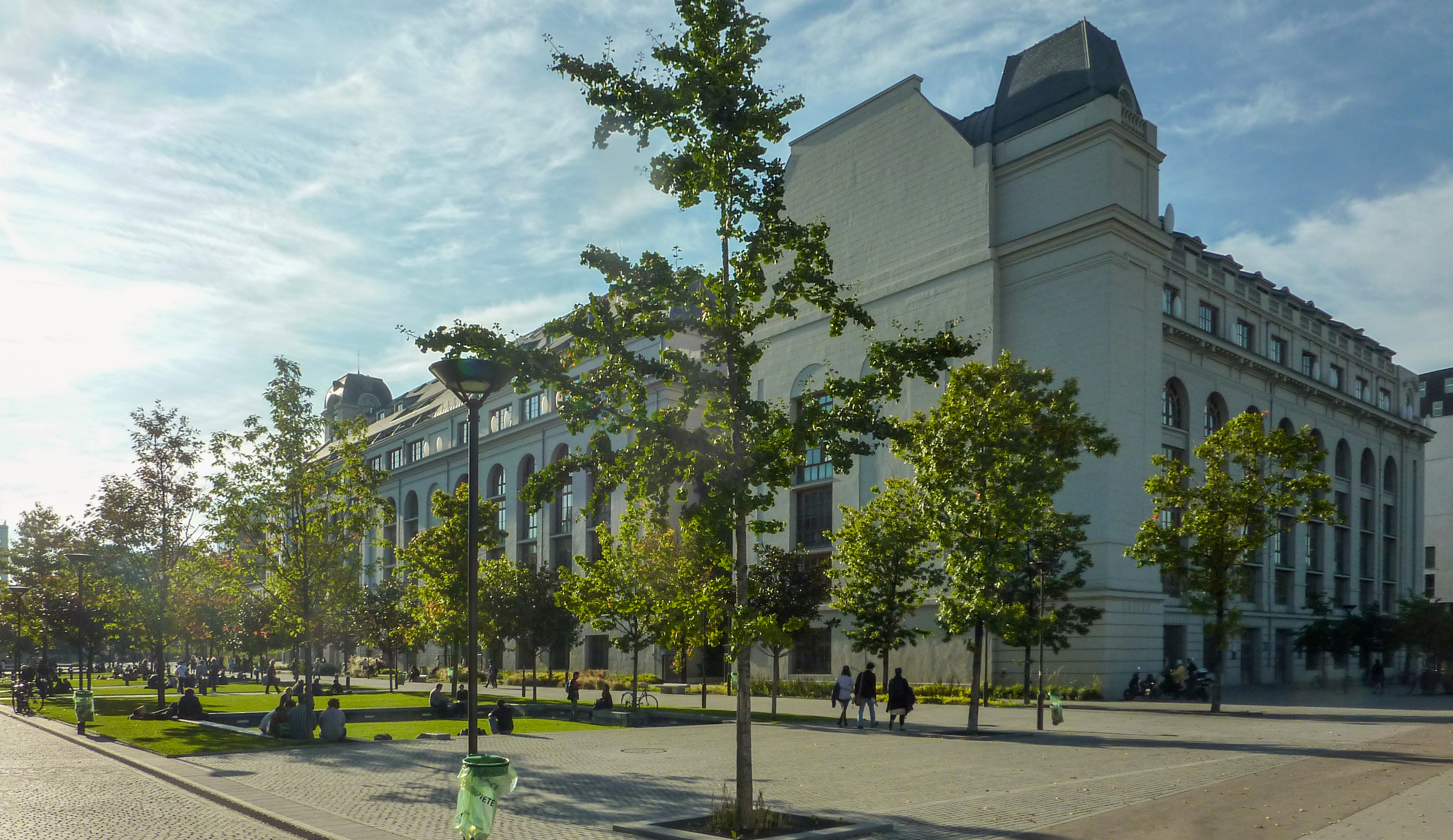
Le campus des Grands Moulins de l'Université de Paris.

Depuis juin 2012, le site principal de l'université Paris Diderot, devenue Université Paris-Cité en 2019, se situe pleinement dans l’opération d'aménagement Paris Rive Gauche. L’Institut national des langues et civilisations orientales (INALCO) et la Bibliothèque universitaire des langues et civilisations (BULAC) sont implantés rue des Grands-Moulins, où ils constituent le Pôle des langues et civilisations du monde.
Depuis 2012, la Cité de la mode et du design s'est installée dans les magasins généraux du port d'Austerlitz, vastes hangars et parkings situés sur les quais entre le pont de Bercy et le pont Charles-de-Gaulle.
Le 1er décembre 2020, une poutre en béton de 400 tonnes du chantier s'effondre dans la nuit sur les voies de la ligne C du RER d'Île-de-France dans le secteur Tolbiac,.
En 2022, un rapport de la chambre régionale des comptes fait une analyse de l'avancée des travaux et réévalue le coût global à 1,4 milliard d'euros. Une nouvelle échéance de fin des travaux est estimée probable pour 2032, soit une quarantaine d'années.

## Quelques-uns des projets

### Réhabilitation de la gare d'Austerlitz
La gare de Paris-Austerlitz, étant la seule gare parisienne capable de supporter une augmentation importante de trafic, fait depuis 2011 l'objet d'un vaste projet de réhabilitation, préalable à une éventuelle arrivée d'une future ligne à grande vitesse,. L'implantation d'un parc entre la gare et l'hôpital de la Pitié-Salpêtrière est aussi à l'état de projet pour combler cet espace.

### Les tours Duo
Situés à l’angle de la rue Bruneseau et du boulevard du Général-d'Armée-Jean-Simon, deux édifices emblématiques formant un grand V, l'un de 180 m et l’autre de 122 m de haut, composent le programme « Duo », conçu par les Ateliers Jean Nouvel et porté par les partenaires investisseurs québécois Ivanhoé Cambridge / Hines. Cette réalisation est dédiée aux bureaux et activités, aux commerces et à un hôtel. Les travaux débutent en 2017, et se terminent en 2021.

### Projet d'implantation du tribunal de grande instance de Paris
L'implantation du tribunal de grande instance de Paris dans la ZAC Paris Rive Gauche avait été envisagé. L’État souhaitait qu'il occupe la Halle Freyssinet, le long de la rue du Chevaleret, tandis que la ville de Paris, à la suite d'une mobilisation des habitants emmenés par l'association TAM-TAM, privilégiait un autre emplacement, dans le secteur appelé Masséna Bruneseau, entre le boulevard des Maréchaux et le périphérique. Finalement, aucun accord n'a été possible et le tribunal de grande instance a été implanté dans une tour, le Tribunal de Paris, dans la ZAC Clichy-Batignolles.

## Patrimoine
Même si l'opération relève en de nombreux endroits de la table rase, Paris Rive Gauche conserve des marques de son passé industriel. Certains bâtiments sont conservés. D'autres risquent de disparaître ou d'être en grande partie modifiés afin d'être intégrés dans l’opération d'aménagement et ses environs. 
- Les Frigos : ancienne Gare frigorifique de Paris-Ivry (1919-1971), puis anciens entrepôts frigorifiques de la CEGF (Compagnie des Entrepôts et Gares Frigorifiques, racheté en 1994 par Frigoscandia) situés le long de la rue de Tolbiac. Ils sont occupés par des dizaines d'artistes depuis le début des années 1980. L'immeuble est reconnaissable aux fresques qui couvrent sa façade.
- Les Grands Moulins de Paris : situés le long de la Seine dans le quartier de la Gare, ils ont été endommagés par un incendie mais ont été restaurés et intégrés dans l'université Paris-Diderot devenue Université de Paris[12]. Ils accueillent une bibliothèque universitaire, une cafétéria, des locaux d'enseignement et des bureaux (ouverture partielle en janvier 2007)[12].

- la halle aux farines voisine est depuis février 2007 un bâtiment d'enseignement (amphithéâtres, salles de travaux dirigés et de travaux pratiques) de cette université (architecte Nicolas Michelin).

- l'usine de la SUDAC (Société urbaine d'air comprimé) est transformée pour accueillir l'École nationale supérieure d'architecture de Paris-Val de Seine : sa grande halle en brique jouxtée de sa cheminée a été réhabilitée, et un nouveau bâtiment la complète (architecte Frédéric Borel).

- La Halle Freyssinet, Station F : vaste halle en béton armé à trois travées jouxtant les voies ferrées d'Austerlitz, elle a été exploitée par le Sernam (Service national des messageries) jusqu'en 2006. Elle resta à l'abandon jusqu'au jour où sa réhabilitation fut envisagée, lorsque l'État décida d'implanter le nouveau TGI dans ce secteur. Le projet fut abandonné et la SNCF a loué la Halle à une société d’événementiel pour une durée de 5 ans. Celle-ci a effectué quelques travaux de rénovation sommaires afin de conserver le bâtiment en assez bon état pour accueillir le public. La halle a été inscrite au titre des monuments historiques le 23 février 2012. En 2017 ouvre un incubateur numérique nommé Station F après le rachat de l'édifice par Xavier Niel, avec le soutien de la Mairie de Paris[13].